# Курды в Казахстане

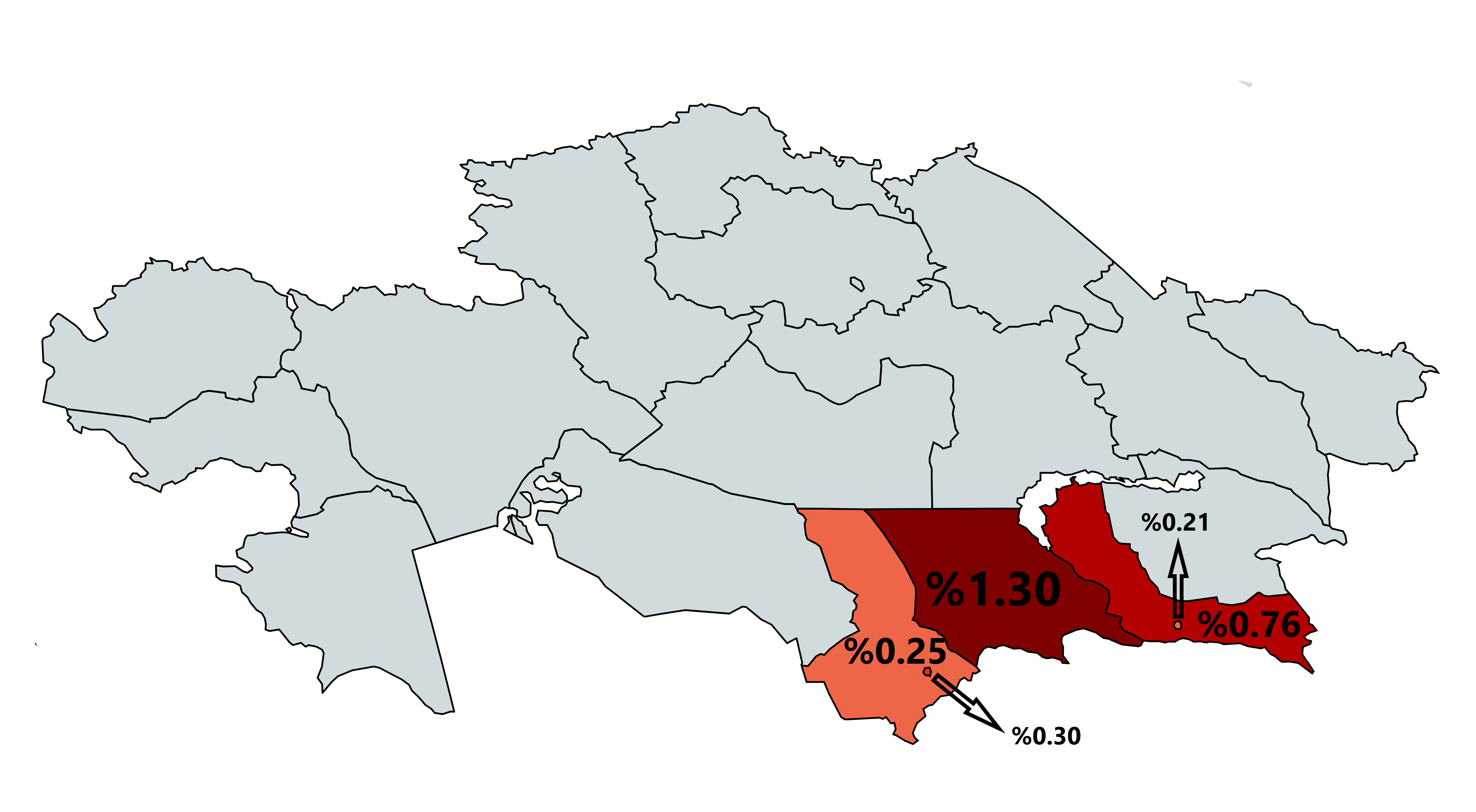
Курды в Казахстане

Курды в Казахстане (курд. Kurdên Qazaxistanê, каз. Қазақстан күрдтері) — 14-я по численности этническая группа в Казахстане с численностью в 47 880 по итогам переписи 2021 года. Темпы естественного прироста высокие, но чуть ниже, чем у казахского или узбекского населения страны. Появились на территории Казахстана в 30-е годы XX века из-за сталинских депортаций.
По сравнению с последней переписью населения КазССР в 1989 году их число в республике увеличилось более чем на 68 %. Казахстанские курды в основной своей массе являются уроженцами республики во втором и более поколениях, и имеют закавказское происхождение.

## История
Курды стали одной из первых, наряду с корейцами, депортированных диаспор, появившихся в Казахстане. При этом сталинские депортации курдов происходили в несколько этапов: в 1937 (собственно курды из приграничных с Турцией районов Армянской ССР, Нахичеванской АССР и Азербайджанской ССР из региона между Арменией и Нагорно-Карабахской АО) и 1944 годах (вместе с турками-месхетинцами).
Депортированные курды были расселены группами в сёлах Южного Казахстана и в других республиках Средней Азии.
Сo временем казахстанская диаспора стала самой многочисленной: позднее её дополнили волны курдской иммиграции в ходе армяно-азербайджанского конфликта, когда практически все мусульмане, включая многих курдов, покинули территории Армении и НКО в 1989—1992 годах.
Перенаселённость Ферганской долины, где поселились первые депортированные курды со временем привела к росту конфликтного потенциала с местным титульным населением (киргизами и узбеками).
События в Оше, Джалал-Абаде и Фергане подталкивали часть местных курдов к переселению из Кыргызстана, Средней Азии в более безопасный и экономически развитый Казахстан.
Основную массу прироста данного этноса обеспечивает высокая рождаемость и традиции сельской многодетности (хотя и меньшим чем у казахского или узбекского населения).
В результате вышеописанных процессов, в последние 2 десятилетия курды стали гораздо более заметным этносом на карте Казахстана, особенно на фоне оттока многих европейских по происхождению малых национальных диаспор типа белорусов, молдаван, украинцев, поляков, татар и немцев.
В региональном разрезе присутствие курдов стало наиболее ощутимым в Алматинском регионе (в области ныне живёт около 15 тыс. курдов, а в самом городе — ещё около 3 тысяч), в Жамбылской области также проживает около 15 тыс. курдов.
Курдская диаспора Туркестанской области приближается к 10 тыс. человек.
Курдскую диаспору Казахстана характеризует высокий уровень культурной и социальной самоорганизации.
При этом курдскую диаспору не обошли стороной и межнациональные конфликты. Курдские школы в Казахстане отсутствуют, несмотря на то, что численность курдов равна численности таджиков (имеющих подобные школы и появившихся в Казахстане примерно в одно время). Родной язык курды сохраняют в основном в семьях, а также в сети воскресных школ.
Среди молодёжи распространено фактическое русскоязычие и функциональное знание казахского языка.

## Религия
Религия курдов в Казахстане
 Ислам (98,3 %) Христианство (0,52 %) Атеисты и Агностики (0,7 %) Иудаизм ({{{значение4}}} %) Другие (0,48 %)

## Население
Динамика численности курдского населения в Казахстане по переписям
| 1939   | 1959   | 1970   | 1979   | 1989   | 1999   | 2009   | 2014   | 2021   |
| ------ | ------ | ------ | ------ | ------ | ------ | ------ | ------ | ------ |
| 2 387  | 6 109  | 12 299 | 17 692 | 25 127 | 32 764 | 38 325 | 42 312 | 47 880 |
| 0,04 % | 0,07 % | 0,1 %  | 0,12 % | 0,15 % | 0,22 % | 0,24 % | 0,25 % |        |